# 刘雅红
刘雅红（1966年5月—），女，汉族，黑龙江泰来人，中华人民共和国兽医学家、政治人物。现任广东省人大常委会副主任。

## 生平
1990年7月，毕业于东北农业大学兽医系，获得学士学位。1993年7月，获得东北农业大学硕士学位。1996年7月，毕业于华南农业大学兽医学院，获得博士学位。
博士毕业后，留在华南农业大学任教，历任讲师、副教授、教授。2007年1月，任华南农业大学兽医学院副院长，2009年1月升任兽医学院院长。2014年7月，出任华南农业大学副校长。2018年12月，升任华南农业大学校长，系华南农业大学建校以来首位女校长。
2023年1月，当选为广东省人大常委会副主任。2023年9月，卸任华南农业大学校长。

## 学术成就
刘雅红长期从事兽医药理学与毒理学研究，其主持的“动物专用新型抗菌原料药及制剂创制与应用”项目获得2019年中国国家科技进步二等奖。
2011年获得国家杰出青年科学基金资助，同年入选教育部“长江学者”特聘教授。